# David T. Friendly

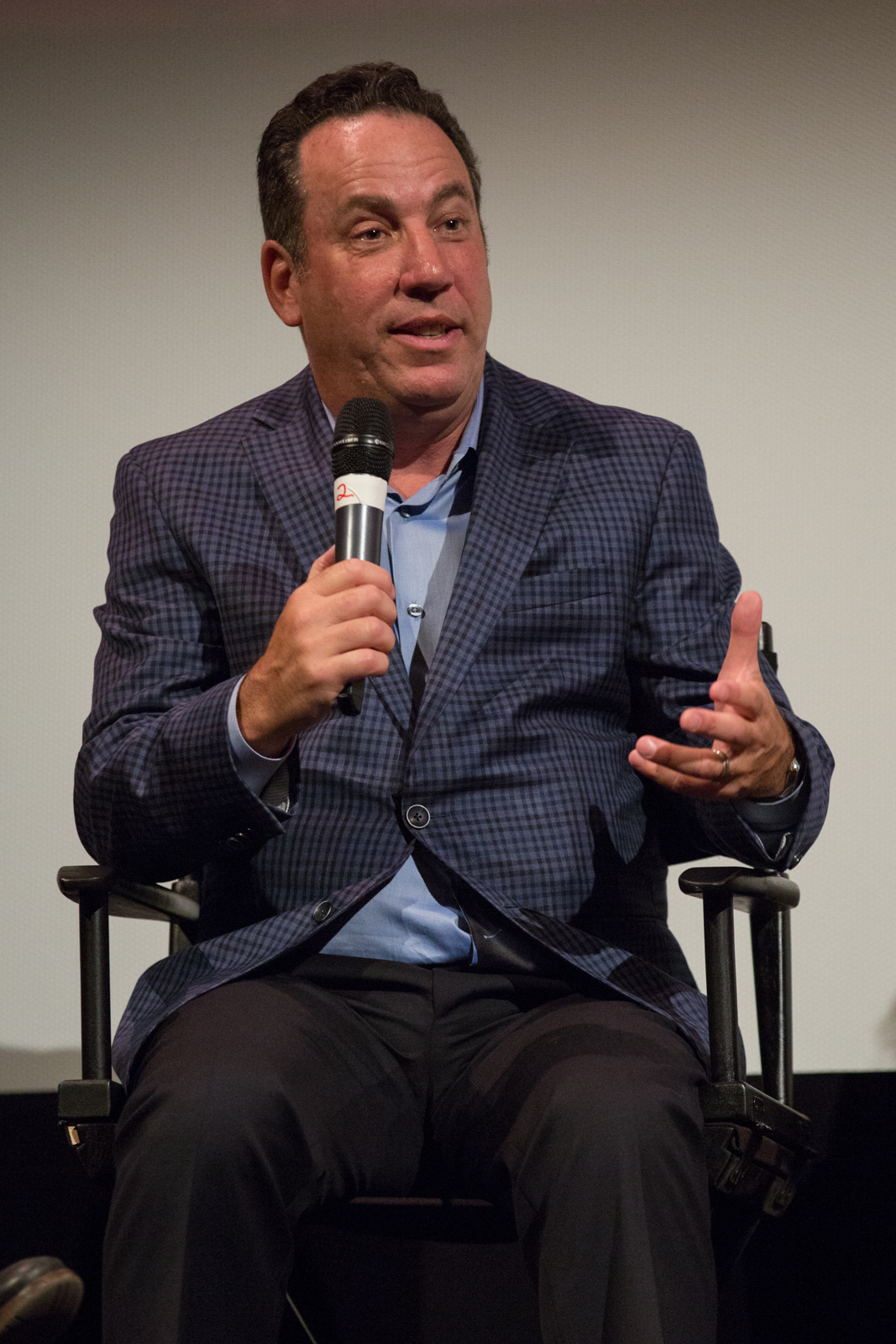
David T. Friendly

David T. Friendly (* 1. Mai 1956) ist ein US-amerikanischer Filmproduzent.

## Leben
Nach seinem Abschluss an der Medill School of Journalism, einer Fakultät der Northwestern University, wurde David T. Friendly Journalist bei Newsweek. 1985 zog er nach Los Angeles, wo er bei der Los Angeles Times eine wöchentliche Kolumne über die wirtschaftlichen Aspekte der Filmindustrie schrieb, bis er 1987 von Ron Howard und Brian Grazer, den Gründern von Imagine Entertainment, als Vizepräsident für Spielfilme engagiert wurde und Filme wie My Girl – Meine erste Liebe und Ein Concierge zum Verlieben produzierte. Als Präsident des Produktionsbereiches wechselte er 1994 zu Davis Entertainment , wo er Filme wie Daylight und Dr. Dolittle produzierte.
Mit Marc Turtletaub gründete er im Jahr 2000 gemeinsam die eigene Produktionsfirma Deep River Productions. Nachdem er unter anderem Here on Earth und Honeymooners war es insbesondere die Filmkomödie Little Miss Sunshine, mit der Friendly, nach über sechs Jahren Produktionszeit, 2007 seinen größten Erfolg feiern konnte. So wurde er nicht nur für den Oscar in der Kategorie Bester Film, sondern auch für den British Academy Film Award in der Kategorie Bester Film nominiert und konnte den Independent Spirit Award gewinnen.
Friendly ist mit der Filmeditorin Priscilla Nedd-Friendly verheiratet. Sein Bruder Andy Friendly ist ebenfalls Filmproduzent und der gemeinsame Vater war Fred W. Friendly, Präsident von CBS News, welcher in dem Drama Good Night, and Good Luck. von George Clooney gespielt wurde.  

## Filmografie (Auswahl)
- 1991: My Girl – Meine erste Liebe (My Girl)
- 1993: Ein Concierge zum Verlieben (For Love or Money)
- 1994: My Girl 2 – Meine große Liebe (My Girl 2)
- 1996: Daylight
- 1996: Mut zur Wahrheit (Courage Under Fire)
- 1998: Dr. Dolittle
- 1998: Träume bis ans Ende der Welt (Digging to China)
- 2000: Big Mama’s Haus (Big Momma's House)
- 2000: Here on Earth
- 2004: Laws of Attraction
- 2005: Honeymooners (The Honeymooners)
- 2006: Big Mama’s Haus 2 (Big Momma’s House 2)
- 2006: Little Miss Sunshine
- 2008: Mensch, Dave! (Meet Dave)
- 2008: Soul Men
- 2011: Big Mama’s Haus – Die doppelte Portion (Big Mommas: Like Father, Like Son)
- 2016: Hacked – Kein Leben ist sicher (I.T.)

## Auszeichnungen
Oscar
- 2007: Nominierung für den Besten Film mit Little Miss Sunshine

British Academy Film Award
- 2007: Nominierung für den Besten Film mit Little Miss Sunshine

Independent Spirit Award
- 2007: Auszeichnung als Bester Film mit Little Miss Sunshine

Goldene Himbeere
- 2007: Nominierung für das Goldene Himbeere/Schlechteste Prequel oder Fortsetzung mit Big Mama’s Haus 2